# Autoba undilinea
Autoba undilinea är en fjärilsart som beskrevs av W. Warren 1913. Autoba undilinea ingår i släktet Autoba och familjen nattflyn. Inga underarter finns listade i Catalogue of Life.